# Jovenel Moïse
Jovenel Moïse (phát âm tiếng Pháp: [ʒɔvənɛl mɔiz]; phát âm tiếng Haitian Creole: [ʒovɛnɛl mɔiz]; 26 tháng 6 năm 1968 - 7 tháng 7 năm 2021) là một doanh nhân và chính trị gia Haiti, người đã giữ chức tổng thống Haiti từ năm 2017 cho đến khi ông bị ám sát vào tháng 7 năm 2021.
Ông tuyên thệ nhậm chức Tổng thống vào tháng 2 năm 2017 sau khi giành chiến thắng trong cuộc bầu cử tháng 11 năm 2016. Vào năm 2019, các bất ổn chính trị và kêu gọi ông từ chức đã trở thành một cuộc khủng hoảng.
Sáng sớm ngày 7 tháng 7 năm 2021, Moïse bị ám sát và vợ ông, Martine, bị thương trong một vụ tấn công ở khu nhà ở riêng của họ tại Pétion-Ville. Thủ tướng lâm thời Claude Joseph kế nhiệm ông làm quyền Tổng thống.